# اتحادیه بیشنوپور
اتحادیه بیشنوپور (به لاتین: Bishnupur Union) یک منطقهٔ مسکونی در بنگلادش است که در Kaliganj Upazila, Satkhira District واقع شده‌است.